# Museo Forma
Museo Forma es una galería de artes plásticas de El Salvador. Fundado en 1983 por iniciativa de la pintora salvadoreña Julia Díaz. Los terremotos de 1986 dañaron el edificio. Es considerado el primer proyecto museográfico de El Salvador.

## Los orígenes
En 1958, Julia Díaz convirtió su estudio, ubicado en la calle Rubén Darío, en San Salvador, en la primera galería de arte de El Salvador. Siete años más tarde, el terremoto de 1965, marcó el inicio de su itinerancia, y fue entonces que la artista la trasladó a su casa de habitación, en la calle El Escorial de la colonia La Providencia, en donde se inauguró como museo.
En 1982, Díaz junto a varios admiradores de su obra, dieron nacimiento a la «Fundación Julia Díaz», ente dedicado a la promoción de las artes y figura con la que el 1 de marzo de 1983 inaugurarían el Museo Forma, que contenía la colección privada de pinturas de la artista de autores nacionales. Un nuevo terremoto en 1986 dañó el edificio y forzaron a que la colección pasara a manos del Patronato Pro Patrimonio Cultural en las cercanías del Monumento al Divino Salvador del Mundo hasta 1989. Luego la colección se trasladó por corto tiempo a la Colonia San Benito, solo para ser devuelta al Patronato ese mismo año a su, ubicación actual durante un tiempo. A mediados de la década de los 2000, la colección había pasado en parte al Museo de Arte de El Salvador y el resto a una bodega hasta su reapertura, por cuarta vez, en 2008.

## Ubicación actual
Tras pasar varios años itinerante, finalmente en 2006 la colección se ubicó en la casa de la familia Meardi Pinto, en la Alameda Manuel Enrique Araujo de San Salvador. La casa, construida con estilo neo colonial, es obra del arquitecto Armando Sol. Conocida como "La casona", data del año 1920 y fue declarada Patrimonio Cultural por el Consejo Nacional para la Cultura y el Arte (CONCULTURA). En un inicio fue acogida por el Patronato Pro-Patrimonio Cultural, quien la tuvo en comodato hasta que se disolvió en 2006. Desde entonces, la Fundación Julia Díaz ha solicitado en comodato el inmueble pero solo consiguieron un contrato por arrendamiento prorrogable cada cinco años. El último contrato se renovó el 1 de junio de 2016 hasta el 1 de junio de 2021. 

## Amenazas de desalojo
El 25 de abril de 2017, según publicación en el Diario Oficial, el inmueble en el que se encuentra ubicado el museo se declaró propiedad de la presidencia de la República, que en la reunión del Consejo de Ministros del 1 de diciembre de 2016 pidió en donación al Comité Administrador del Fosaffi (Fondo de Saneamiento y Fortalecimiento Financiero), institución que controla el 94 % de las acciones del Banco Hipotecario, el cual tiene ubicadas sus oficinas a la par del museo. Desde ese mismo día se dieron enfrentamientos entre los directivos del banco y los del museo en el uso de las áreas verdes. En junio de 2017 el Fosaffi envió una carta a la fundación indicando que debían desalojar el inmueble antes del 30 de junio de ese año. La movilización de artistas y de la Secretaría de Cultura de la Presidencia (SECULTURA) evitó el desalojo y se continúan los trámites para obtener el comodato.

## La colección
El museo cuenta con siete salas que exhiben 84 piezas divididas por temas y una sala interactiva para exposiciones temporales. Contiene obras de artistas como Valero Lecha, la propia Julia Díaz, Camilo Minero, Antonio García Ponce, Enrique Aberle, Salarrué, Carlos Cañas, y exponentes del expresionismo y surrealismo salvadoreño, como Rosa Mena Valenzuela, Antonio Bonilla, César Menéndez y Rodolfo Molina.